# كاتشوروف
كاتشوروف (بالبولندية: Kaczorów) هي قرية ريفية صغيرة تقع ضمن بلدية زييراردوف (Gmina Żyrardów)، في محافظة زييراردوف، التابعة لـمقاطعة وودج، وسط بولندا. تُعد جزءًا من التقسيمات الإدارية الرسمية للدولة، وتشرف عليها الإدارة المحلية في بلدية زييراردوف.

## الموقع الجغرافي
تقع كاتشوروف على مسافة تقارب 7 كيلومترات جنوب غرب مركز مدينة زييراردوف، وعلى بُعد حوالي 50 كيلومترًا إلى الغرب من لودز، عاصمة المقاطعة. تحيط بها مساحات زراعية وغابات معتدلة، وتُعد جزءًا من الإقليم الزراعي الهادئ في وسط بولندا.

## الطابع المحلي
تتميز كاتشوروف بهدوئها وموقعها القريب من الطرق المحلية التي تربطها بالقرى والبلدات المجاورة. تعتمد القرية بشكل رئيسي على النشاط الزراعي، وتُعرف بأنها منطقة سكنية ريفية ذات كثافة سكانية منخفضة، مع وجود بعض المنازل التقليدية والمزارع العائلية.

## البنية التحتية
ترتبط كاتشوروف بشبكة طرق محلية وإقليمية جيدة نسبيًا، مما يسهل الوصول منها إلى زييراردوف والقرى المجاورة. وتخضع أعمال صيانة الطرق لإدارة محافظة وودج. وتتوفر في المنطقة خدمات أساسية مثل الكهرباء والمياه، إضافةً إلى خطوط الحافلات التي تمر بالقرب منها.

## روابط محلية
بحسب الموقع الرسمي لبلدية زييراردوف، تُدار القرية ضمن وحدة محلية (Sołectwo) تتبع البلدية الأم، ويتم تمثيلها من خلال مجلس محلي في الاجتماعات الإدارية.